# Liga de Campeones de la CAF 2005
La Liga de Campeones de la CAF del 2005 Fue la edición 41 del torneo anual de fútbol a nivel de clubes más importante de África organizado por la CAF.
El Al-Ahly de Egipto se proclamó campeón del torneo por cuarta ocasión al vencer en la final al Étoile du Sahel con un global de 3 a 0.Y obtuvo una plaza para disputar el Campeonato Mundial de Clubes de la FIFA 2005.

## Ronda Preliminar
| Equipo 1          | Agr.         | Equipo 2             | Ida | Vuelta |
| ----------------- | ------------ | -------------------- | --- | ------ |
| Asante Kotoko     | w/o          | Wallidan FC          | 1   |        |
| FAR Rabat         | 4–1          | ASC Ksar             | 4–0 | 0–1    |
| Djoliba AC        | 1–2          | AS Douanes           | 1–1 | 0–1    |
| RC Bafoussam      | 3–0          | Donjo                | 1–0 | 2–0    |
| DC Motema Pembe   | 3–2          | Rayon Sport          | 3–0 | 0–2    |
| Dolphin FC        | 3–1          | Renacimiento FC      | 3–0 | 0–1    |
| Sagrada Esperança | 2–1          | AS Mangasport        | 0–0 | 2–1    |
| ASA               | 4–2          | Blue Waters F.C.     | 3–0 | 1–2    |
| Tusker FC         | 7–1          | KMKM                 | 4–1 | 3–0    |
| TP Mazembe        | 2–2 (4:5 p.) | ASFA Yennenga        | 2–0 | 0–2    |
| Ajax Cape Town    | 2–1          | Mhlambanyatsi Rovers | 1–0 | 1–1    |
| Diaraf Dakar      | 2–2          | Fello Star           | 2–1 | 0–1    |
| Al-Hilal Omdurman | 3–2          | Awassa City FC       | 2–1 | 1–1    |
| La Passe          | 3–6          | USJF Ravinala        | 2–2 | 1–4    |
| Kaizer Chiefs     | 3–2          | AS Port Louis 2000   | 2–0 | 1–2    |
| Simba SC          | 3–2          | Ferroviário Nampula  | 2–1 | 1–1    |
| CAPS United       | 8–4          | LDF                  | 4–1 | 4–3    |
| Red Arrows        | 0–0 (3:2 p.) | CSMD Diables Noirs   | 0–0 | 0–0    |
| Al Olympic        | 4–3          | Renaissance FC       | 2–0 | 2–3    |
| Villa SC          | 3–0          | Adulis Club          | 1–0 | 2–0    |

1 El Wallidan FC fue descalificado por la Federación de Fútbol de Gambia.

## Primera Ronda
| Equipo 1          | Agr.         | Equipo 2               | Ida | Vuelta |
| ----------------- | ------------ | ---------------------- | --- | ------ |
| Asante Kotoko     | 1–2          | FAR Rabat              | 1–0 | 0–2    |
| AS Douanes        | 1–3          | Étoile du Sahel        | 0–0 | 1–3    |
| RC Bafoussam      | 2–3          | Africa Sports National | 1–0 | 1–3    |
| DC Motema Pembe   | 1–3          | Raja Casablanca        | 1–1 | 0–2    |
| Dolphin           | 5–2          | Hearts of Oak SC       | 4–0 | 1–2    |
| Sagrada Esperança | 2–3          | ASEC Mimosas           | 2–2 | 0–1    |
| ASA               | 2–1          | Coton Sport            | 2–0 | 0–1    |
| Tusker FC         | 1–4          | Zamalek                | 0–1 | 1–3    |
| ASFA Yennenga     | 1–1 (3:5 p.) | Ajax Cape Town         | 1–0 | 0–1    |
| Fello Star        | 1–0          | JS Kabylie             | 1–0 | 0–0    |
| Al-Hilal          | 3–5          | Espérance de Tunis     | 2–0 | 1–5    |
| USJF Ravinala     | 1–5          | Kaizer Chiefs          | 0–1 | 1–4    |
| Simba             | 1–5          | Enyimba                | 1–1 | 0–4    |
| CAPS United       | 2–3          | Red Arrows             | 1–1 | 1–2    |
| Al Olympic        | 0–7          | USM Alger              | 0–2 | 0–5    |
| Al-Ahly           | 6–0          | Villa SC               | 0–0 | 6–0    |

## Segunda Ronda
| Equipo 1               | Agr.         | Equipo 2        | Ida | Vuelta |
| ---------------------- | ------------ | --------------- | --- | ------ |
| FAR Rabat              | 1–2          | Étoile du Sahel | 1–0 | 0–2    |
| Africa Sports National | 1–2          | Raja Casablanca | 1–1 | 0–1    |
| Dolphin FC             | 2–2 (3:5 p.) | ASEC Mimosas    | 2–0 | 0–2    |
| ASA                    | 1–3          | Zamalek         | 1–1 | 0–2    |
| Ajax Cape Town         | 2–2 (3:2 p.) | Fello Star      | 2–0 | 0–2    |
| Espérance de Tunis     | 5–2          | Kaizer Chiefs   | 4–0 | 1–2    |
| Enyimba                | 9–1          | Red Arrows      | 3–0 | 6–1    |
| USM Alger              | 2–3          | Al-Ahly         | 0–1 | 2–2    |

## Fase de grupos

### Grupo A
| Club            | PJ | PG | PE | PP | GF | GC | Dif. | Pts. |
| --------------- | -- | -- | -- | -- | -- | -- | ---- | ---- |
| Al-Ahly         | 6  | 4  | 2  | 0  | 7  | 2  | +5   | 14   |
| Raja Casablanca | 6  | 2  | 2  | 2  | 6  | 5  | +1   | 8    |
| Enyimba         | 6  | 2  | 1  | 3  | 6  | 5  | +1   | 7    |
| Ajax Cape Town  | 6  | 0  | 3  | 3  | 2  | 9  | -7   | 3    |

| Local           | Marcador | Visita          |
| --------------- | -------- | --------------- |
| Al-Ahly         | 1-0      | Raja Casablanca |
| Ajax Cape Town  | 1-1      | Enyimba         |
| Raja Casablanca | 1-1      | Ajax Cape Town  |
| Enyimba         | 0-1      | Al-Ahly         |
| Al-Ahly         | 2-0      | Ajax Cape Town  |
| Raja Casablanca | 1-0      | Enyimba         |
| Ajax Cape Town  | 0-0      | Al-Ahly         |
| Enyimba         | 2-0      | Raja Casablanca |
| Raja Casablanca | 1-1      | Al-Ahly         |
| Enyimba         | 2-0      | Ajax Cape Town  |
| Ajax Cape Town  | 0-3      | Raja Casablanca |
| Al-Ahly         | 2-1      | Enyimba         |

### Grupo B
| Club            | PJ | PG | PE | PP | GF | GC | Dif. | Pts. |
| --------------- | -- | -- | -- | -- | -- | -- | ---- | ---- |
| Étoile du Sahel | 6  | 2  | 4  | 0  | 8  | 6  | +2   | 10   |
| Zamalek         | 6  | 2  | 3  | 1  | 8  | 7  | +1   | 9    |
| ASEC Mimosas    | 6  | 1  | 3  | 2  | 5  | 6  | -1   | 6    |
| Espérance       | 6  | 0  | 4  | 2  | 3  | 5  | -2   | 4    |

| Local           | Marcador | Visita          |
| --------------- | -------- | --------------- |
| ASEC            | 1-1      | Zamalek         |
| Étoile du Sahel | 0-0      | Espérance ST    |
| Zamalek         | 1-1      | Étoile du Sahel |
| Espérance ST    | 0-0      | ASEC            |
| ASEC            | 1-1      | Étoile du Sahel |
| Zamalek         | 1-1      | Espérance ST    |
| Étoile du Sahel | 2-1      | ASEC            |
| Espérance ST    | 1-2      | Zamalek         |
| Zamalek         | 2-1      | ASEC            |
| Espérance ST    | 1-1      | Étoile du Sahel |
| Étoile du Sahel | 2-1      | Zamalek         |
| ASEC            | 1-0      | Espérance ST    |

## Semifinales
| Equipo 1        | Agr. | Equipo 2        | Ida | Vuelta |
| --------------- | ---- | --------------- | --- | ------ |
| Raja Casablanca | 0–2  | Étoile du Sahel | 0–1 | 0–1    |
| Zamalek         | 1–4  | Al-Ahly         | 1–2 | 0–2    |

## Final

### Ida
| 29-10-2005 | Étoile du Sahel | 0–0     | Al-Ahly | Stade Olympique de Sousse, Sousse                                |                                                                  |
|            |                 | Reporte |         | Asistencia: 20,000 espectadores Árbitro(s): Abderrahim El Arjoun | Asistencia: 20,000 espectadores Árbitro(s): Abderrahim El Arjoun |

### Vuelta
| 12-11-2005 | Al-Ahly                                     | 3–0     | Étoile du Sahel | Cairo Military Academy Stadium, El Cairo                 |                                                          |
|            | - Aboutrika 20' - Hosny 51' - Barakat 90+2' | Reporte |                 | Asistencia: 35,000 espectadores Árbitro(s): Lassina Paré | Asistencia: 35,000 espectadores Árbitro(s): Lassina Paré |

## Campeón
| Egipto                            |
| Al-Ahly Campeón Invicto 4º título |

## Goleadores
| Pos. | Jugador         | Club    | Goles |
| ---- | --------------- | ------- | ----- |
| 1.º  | Mohamed Barakat | Al-Ahly | 7     |
| 2.º  | Joetex Frimpong | Enyimba | 7     |